# 聖林寺

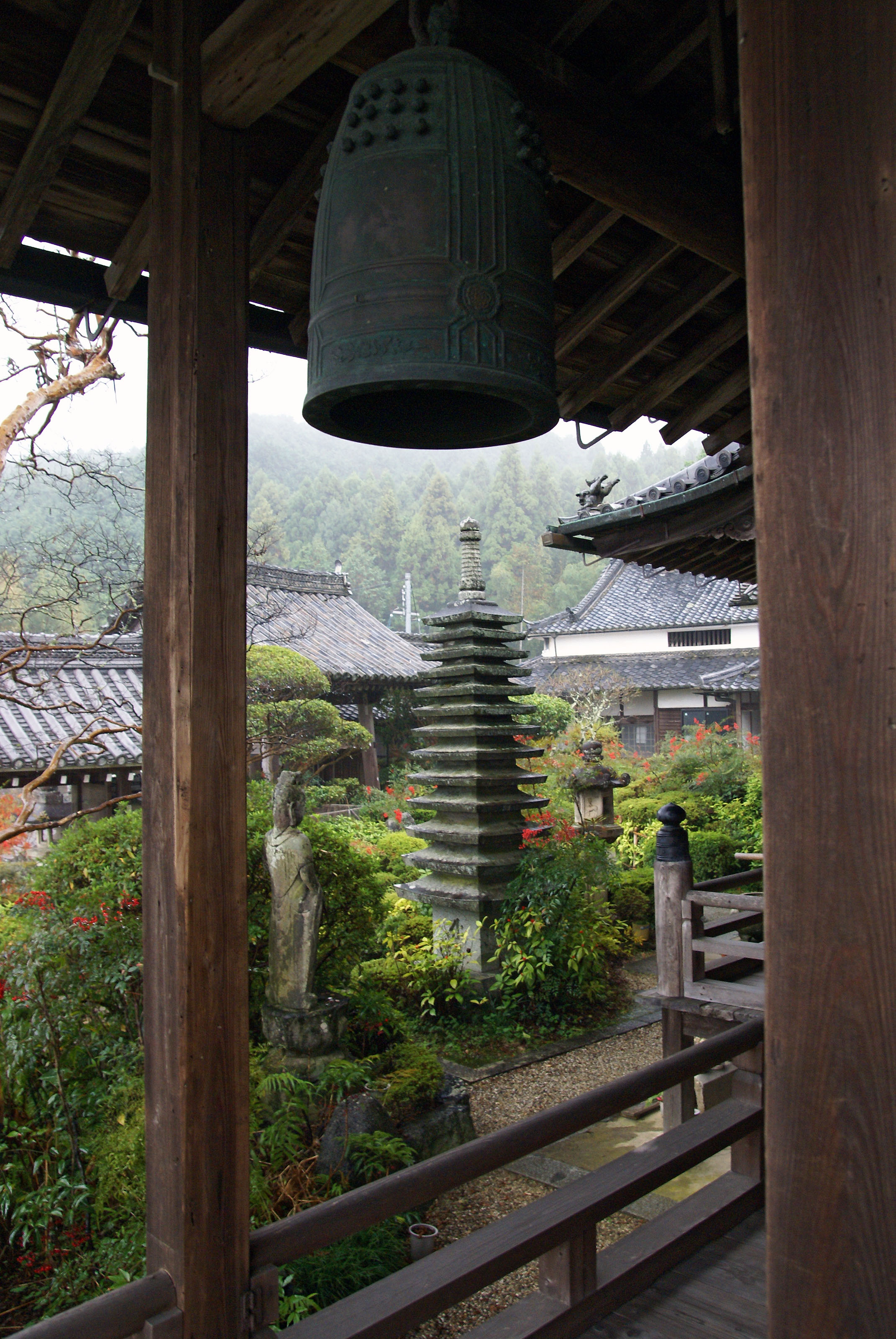
前庭

聖林寺（しょうりんじ）は、奈良県桜井市にある真言宗室生寺派の寺院。山号は霊園山（りょうおんざん）。本尊は地蔵菩薩。開山は定慧（じょうえ）とされる。国宝の十一面観音立像を所蔵することで知られる。

## 歴史
聖林寺は桜井市街地の南方、北方に奈良盆地を見下ろす小高い位置にある。伝承では和銅5年（712年）に多武峰妙楽寺（現・談山神社）の別院・遍照院として藤原鎌足の長子・定慧（じょうえ）が創建したという。妙楽寺の後身である談山神社は当寺の南方の山中に位置する。
当寺の近世までの歴史は不明の部分が多いが、平安時代末期には妙楽寺と興福寺の合戦によって当寺も興福寺に焼き討ちされているが、鎌倉時代に復興している。
江戸時代には性亮玄心（しょうりょうげんしん）が大神神社の神宮寺の一つである三輪山平等寺の建物を移して再興したという。以後、真言宗の平等寺と深い交流をするようになると、遍照院は天台宗の妙楽寺の別院でありながら真言宗の律院となった。
江戸時代中期の享保年間（1716年 - 1736年）に妙楽寺の子暁大僧正によって聖林寺と改称する。
また、文春諦玄が4年7ヶ月の間、諸国を行脚して浄財を集めて現在の本尊・子安延命地蔵菩薩像を造立、安置している。
明治の神仏分離令の際に、大神神社（三輪明神）神宮寺の一つである大御輪寺（だいごりんじ、おおみわでら。現・大直禰子神社）本尊の十一面観音像が聖林寺に移管されている。
境内は斜面にある為に石垣が設けられ、その上に建物が建てられている。

## 境内
- 本堂 - 江戸時代中期に建立。子安延命地蔵坐像を安置。
- 十三重塔
- 鐘楼
- 庫裏
- 観音堂（大悲殿） - 1959年（昭和34年）建立。日本初の鉄筋コンクリート造の収蔵庫である。十一面観音立像を安置、元清水寺管長・大西良慶筆の扁額がかかる。
- 大師堂 - 1919年（大正8年）新四国八十八箇所巡礼の奥院として建立。
- 山門
- 薬師堂
- 新四国八十八箇所石仏群

## 文化財

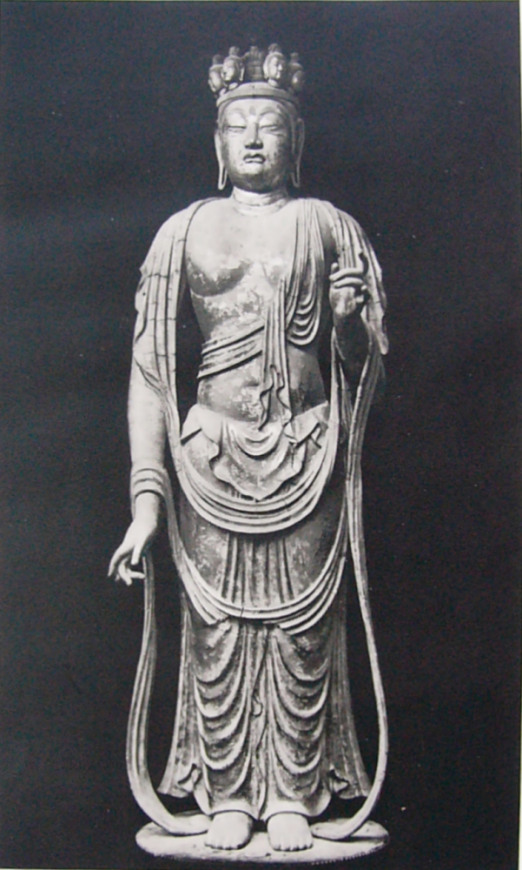
十一面観音立像

### 木心乾漆十一面観音立像
国宝。像高209.1センチメートル。木彫りで像の概形を作り、その上に木屎漆（こくそうるし、麦漆に木粉等を混ぜたもの）を盛り上げて造像する木心乾漆像で、奈良時代後期の作である。前述のとおり、三輪明神（大神神社）の神宮寺であった大御輪寺から移された客仏である。
像は蓮華座上に直立し、右腕は下げて第三・四指を軽く曲げる。左腕は肘を曲げ、胸の高さで水瓶を持つ。像の概形は一木で造り、これに乾漆を厚く盛り上げて整形する。乾漆の厚みは場所によって異なるが、おおむね1センチメートル以上である。天衣（てんね）などの遊離部は鉄線を芯にして乾漆で形作っている。全面に漆箔をほどこす。頭上には最上部に仏面、髻（もとどり）の周囲に菩薩面3、牙上出相3、忿怒相3、大笑面1の計10面を表していたが、このうち菩薩面、牙上出相、大笑面各1面が亡失している。
本像は全体に保存がよく、頭上面、天衣、持物などに当初のものが残るほか、台座も当初のものである。光背も当初のものが残るが、破損甚大なため、取り外して奈良国立博物館に寄託されている。台座は蓮華座、敷茄子（しきなす）、反花（かえりばな）、3段の框座（かまちざ）から成る。蓮肉（蓮華座の内側の部分）は立ち上がりの強い椀形をなす。蓮弁は木造で、反りが強く、中央部に鋭い「しのぎ」を立て、上部には鋭角の切れ込みをつくる。この蓮弁を8弁7段（計56枚）に魚鱗葺（ぎょりんぶき、蓮弁を上下互い違いに葺く）とする。蓮弁は39枚が当初のもので、14枚は中世の補作、3枚は亡失している。以上の台座の様式は奈良時代の特色を示す。像の足裏から2本の長大な足枘を出し、像本体と台座を結合している。光背は木心乾漆製で、宝相華文を表す。光脚部と身光部の一部が残るが、大破しており全体の形は不詳である。
この像は、明治時代に来日した哲学者、美術研究家のアーネスト・フェノロサが激賞したことで知られるようになった。和辻哲郎も『古寺巡礼』（1919年〈大正8年〉刊）でこの像を天平彫刻の最高傑作とほめたたえている。一方、美術史家の町田甲一のように、この像は天平時代末期の形式化した作で、フェノロサや和辻の激賞したほどの傑作ではないとする意見もある。
和辻哲郎の『古寺巡礼』には、この十一面観音像は神仏分離・廃仏毀釈の時期に、草むらに打ち捨てられていたのを、通りかかった聖林寺の住職が発見して寺に安置したという伝承が語られている。また、『原寸大日本の仏像 奈良編』（講談社MOOK）で記述されているように、当時の聖林寺の住職が大御輪寺から譲り受け、大八車で運んだものという意見もある。

### 国宝
- 木心乾漆十一面観音立像 - 概説は上記。

### 桜井市指定有形文化財
- 補陀落山浄土図
- 素文磬

### その他
- 石造地蔵菩薩坐像 - 聖林寺の本尊。江戸時代作の石造彩色像。子安延命地蔵と称され、子授けの地蔵として親しまれている。

## 前後の札所
大和北部八十八ヶ所霊場
75 霊仙寺　-　76 聖林寺　-　77 不空院
大和地蔵十福霊場
7 矢田寺　-　8 聖林寺　-　9 大野寺

## アクセス
- JR桜井線・近鉄大阪線「桜井駅」より桜井市コミュニティバス（多武峰線、談山神社行）「聖林寺前」下車徒歩5分

## 拝観案内
- 9時 - 16時30分　拝観料 600円